# Ponthévrard
Ponthévrard település Franciaországban, Yvelines megyében. Lakosainak száma 700 fő (2022. január 1.). Ponthévrard Saint-Arnoult-en-Yvelines, Saint-Martin-de-Bréthencourt, Sainte-Mesme és Sonchamp községekkel határos.

## Népesség
A település népességének változása:
| Lakosok száma | 614  | 622  | 633  | 636  | 650  | 664  | 685  | 696  | 700  |
|               | 2013 | 2015 | 2016 | 2017 | 2018 | 2019 | 2020 | 2021 | 2022 |